# Le Chevalier de la nuit
Pour plus de détails, voir Fiche technique et Distribution.
Le Chevalier de la nuit est un film français réalisé par Robert Darène en 1953, sorti en 1954.

## Synopsis
Danseuse célèbre, Bella Fontanges n'est plus heureuse avec son époux, Georges de Ségar. Un soir d'orage, le couple trouve refuge dans un manoir isolé. Le châtelain, un étrange vieillard, propose à Georges de séparer en lui le bien et le mal. L'opération réussit mais c'est le mal qui prend le dessus. Georges devient plus dur et plus cynique avec Bella. Disputes et incendies se succèdent alors mystérieusement autour de Segar. Finalement le bien triomphera et Georges retrouvera l'amour de sa femme.

## Fiche technique
- Réalisation : Robert Darène, assisté de Georges Lautner, Raymond Meunier
- Scénario : Sur une idée de Jean Anouilh
- Adaptation : Jean Anouilh, Robert Darène
- Dialogues : Jean Anouilh
- Décors : Robert Gys, assisté de Pierre Duquesne et René Petit
- Costumes : Rosine Delamare, assistée de Ferdinand Junker et Maggy Rouff - (Renée Saint-Cyr est habillée par la maison Maggy Rouff)
- Photographie : Roger Hubert, assisté de Max Dulac, René Guissart
- Opérateur : Adolphe Charlet, assisté de Max Dulac et René Guissart
- Musique : Jean-Jacques Grünenwald (Éditions Fortin)
- Ballet : La symphonie fantastique d'Hector Berlioz, d'après la chorégraphie de Léonide Massine, adaptée par Kiril Vassikovski et René Bon
- Montage : Germaine Artus, assistée de Monique André
- Son : Robert Biard
- Maquillage : Yvonne Fortuna
- Coiffures : Serge Stern et Michel de chez "Desfossé"
- Photographe de plateau : Raymond Heil
- Script-girl : Paule Converset
- Régisseur général : Louis Théron, assisté de Louis Seuret
- Régisseur extérieur : Guy Maugin - Trucages : LAX
- Tournage du 15 mai au 3 juillet 1953 dans les studios Parisien à Billancourt
- Enregistrement sonore studios Marignan - Laboratoire L.T.C Saint-Cloud
- Production : Telouet Films - Zodiaque Productions (France)
- Chef de production : Renée Saint-Cyr, Adolphe Osso
- Directeur de production : Maurice Juven
- Secrétaire de production : Simone Le Guillon
- Distribution : A.G.D.C (Alliance Générale de Distribution Cinématographique)
- Pays de production :  France
- Format : Noir et blanc - 1,37:1 - 35 mm - Son mono
- Genre : Drame
- Durée : 88 minutes
- Date de sortie : 
  - France :  5 février 1954

## Distribution
- Renée Saint-Cyr : Bella Fontanges
- Jean-Claude Pascal : Le chevalier Georges de Ségar le mari de Bella et L'inconnu
- Jean Servais : Le châtelain
- Grégoire Aslan : Le préfet de police
- Annette Poivre : Blanche
- François Martin : Le vicomte de Saint-André, un administrateur
- Marie-José Darène : La jeune fille
- Hubert Noël : Raoul, le jeune homme
- Pierre Destailles : L'inspecteur Leblanc
- Louis de Funès : Adrien Verduret le tailleur
- Jacques Dufilho : M. Machard, un policier
- Lili Bontemps : La gommeuse
- Andrée Tainsy : Jeanne, l'habilleuse de Bella
- Charlotte Ecard : L'ouvreuse
- Gilbert Edard : Le docteur
- Luc Andrieux : Le cocher
- Roger Blin : Le valet du châtelain
- Lucien Raimbourg : L'indicateur
- Robert Darène : Le premier docteur
- Roger Vincent : Le majordome
- René Lefèvre-Bel : Le ministre
- Gérard Buhr : Un policier
- Robert Thomas : Le pompier de service
- Robert Mercier : Un gendarme
- Marcel Rouze
- Jacques Butin
- Claude Arlay